# Lontó
Lontó (szlovákul Lontov) község Szlovákiában, a Nyitrai kerület Lévai járásában.

## Fekvése
Lévától 27 km-re délkeletre, a magyar határtól kb. 2 km-re, Tésával szemben – attól 3 km-re –, az Ipoly jobb partján fekszik.

## Története
1236-ban "Lumptov" alakban említik először (1276-ban "Lomptou", "Lomptow"). A középkorban több család is osztozott a község birtokán, főbb birtokosai a Kissallói, a Szécsényi, a Lévai Cseh, az Újlaki és az Országh családok voltak. A község 1552-ben török uralom alá került, ekkor a Honti náhijébe sorolták be.
Vályi András szerint "LONTO. Magyar falu Hont Várm. földes Ura Okolicsányi, és Podhorszky Uraságok, kiknek szép házaik vagynak itten, lakosai katolikusok, és evangelikusok, fekszik Szakállosnak szomszédságában 1/2 órányira, és annak filiája; határja jó termékenységű, van gabonája, szénája, bora, erdője elég, malma is van, el adásra alkalmatos módgyok Báton."
Fényes Elek szerint "Lontho, magyar falu, Honth vmegyében, Ipolyszakállashoz 1/2 mfd. 530 kath., 25 evang., 44 ref. lak., több uri lakházakkal és kertekkel. Határa mindennel bir: van szántófölde és legelője, tágas szőlőhegye, erdeje, sok gyümölcse. F. u. többen. Ut. posta Ipolyság."
1854-ben 624 lakosából 520 katolikus volt. Még a 20. század elején is 11 kisebb nagyobb úrilak állt a faluban.
A trianoni békeszerződésig Hont vármegye Vámosmikolai járásához tartozott. 1938 és 1945 között újra Magyarország része.

## Népessége
| Év:            | 1994. | 2004.   | 2014.   | 2024.   |
| -------------- | ----- | ------- | ------- | ------- |
| Emberek száma: | 652   | 680     | 698     | 661     |
| Eltérés:       |       | +4,29 % | +2,64 % | -5,30 % |

| Év:            | 2023. | 2024.   |
| -------------- | ----- | ------- |
| Emberek száma: | 657   | 661     |
| Eltérés:       |       | +0,60 % |

1880-ban 648 lakosából 598 magyar és 14 szlovák anyanyelvű volt.
1890-ben 703 lakosából 663 magyar és 17 szlovák anyanyelvű volt.
1900-ban 874 lakosából 854 magyar és 7 szlovák anyanyelvű volt.
1910-ben 822 lakosából 806 magyar és 12 szlovák anyanyelvű volt.
1921-ben 803 lakosából 716 magyar, 64 csehszlovák, 4 zsidó, 1 német és 18 egyéb külföldi volt.
1930-ban 896 lakosából 682 magyar, 172 csehszlovák, 5 zsidó és 37 állampolgárság nélküli volt. Ebből 821 római katolikus, 37 református, 21 izraelita, 16 evangélikus és 1 görög katolikus vallású volt.
1941-ben 914 lakosából 852 magyar és 59 szlovák volt.
1991-ben 689 lakosából 529 magyar és 149 szlovák volt.
2001-ben 629 lakosából 446 magyar és 155 szlovák volt.
2011-ben 702 lakosából 378 magyar, 283 szlovák, 17 cigány, 1-1 cseh, lengyel és morva és 21 azonosítatlan nemzetiségű, ebből 398 magyar, 195 szlovák és 84 cigány anyanyelvű lakos volt.
2021-ben 662 lakosából 291 (+16) magyar, 310 (+14) szlovák, 19 (+83) cigány, (+1) ruszin, 1 egyéb és 41 ismeretlen nemzetiségű volt.

## Nevezetességei
- Szent Anna tiszteletére szentelt római katolikus temploma 1742-ben épült, barokk stílusban. A templom mellett fa harangláb áll.
- Nepomuki Szent János szobra a 18. század végén készült.
- A Szentiványi-kastély 1760-ban épült barokk stílusban, ma romos állapotú. Egykor gazdag műtárgyai, szobrai az enyészet martalékai lettek.
- A Jekelfalussy-kastélyban ma szociális otthon működik.
- A Szabadhegyi-kúria.
- A Rakovszky-kúria.
- A községben ma is több régi, népi építésű lakóház áll.
- A falunak gazdag népi hagyományai, népszokásai vannak.

## Híres emberek
- Itt született 1842-ben Kaas Ivor író, publicista, Táncsics Mihály harcostársa.
- Itt, a Szentiványi-kastélyban élt egy ideig Beöthy Lídia színművésznő, műfordító és dramaturg.
- A Jekelfalussy-sírboltban nyugszik Jekelfalussy Lajos tábornagy, honvédelmi miniszter.
- Itt nyugszik Jekelfalussy József statisztikus, az MTA tagja.
- A templom melletti sírboltban nyugszik Rajner Pál, aki 1848-ban Guyon Richárd hadsegédje, később belügyminiszter, majd Hont vármegye alispánja volt.
- Itt volt birtokos Thék Endre nagyiparos, a magyar bútoripar megteremtője.
- Itt lakott ifjúkorában Boronkay Lajos 1848-as kormánybiztos, Petőfi Sándor és Jókai Mór barátja, majd Tésán házasodott meg és ott is élt haláláig.
- Itt lakott egy ideig Fejérváry Miklós, a Müncheni-kódex felfedezője.
- Itt volt birtokos, itt gazdálkodott Rakovszky István (1832–1892).  A nyarat itt töltötte, míg a téli hónapokban Pozsonyban lakott és ideje nagy részét történelmi tanulmányokra, különösen Pozsony város régi történetének megírására szentelte.

## Külső hivatkozások
- Lontó község honlapja
- Községinfó
- Lontó Szlovákia térképén
- Alapinformációk